# Lycée des Francs-Bourgeois
Lycée des Francs-Bourgeois je soukromá střední škola (gymnázium) v Paříži. Sídlí ve 4. obvodu na adrese 21, Rue Saint-Antoine ve čtvrti Marais, v paláci Mayenne. Její název je odvozen od původního sídla v Rue des Francs-Bourgeois. Škola zahrnuje oba stupně základní školy a střední školu.

## Historie
V roce 1812 knihkupec Joseph Favart koupil palác Mayenne a založil zde školu, která zde existovala až do roku 1870. Dne 21. listopadu 1843 založil Joseph Josserand (1823–1897) z kongregace školských bratří v domě č. 26 na Rue des Francs-Bourgeois obchodní školu. V roce 1870 škola přesídlila do paláce Mayenne na Rue Saint-Antoine.